# پدرو بنیتس (بازیکن فوتبال، زاده ۱۹۰۱)
پدرو بنیتس (اسپانیایی: Pedro Benítez‎; ۱۲ ژانویهٔ ۱۹۰۱ – ۳۱ ژانویهٔ ۱۹۷۴) بازیکن فوتبال اهل پاراگوئه بود.
از باشگاه‌هایی که در آن بازی کرده‌است می‌توان به باشگاه فوتبال لیبرتاد اشاره کرد.
وی همچنین در تیم ملی فوتبال پاراگوئه بازی کرده‌است.